# 西葫芦泡
西葫芦泡是一个位于中国黑龙江省杜尔伯特县的湖泊，平均水深约为2米。